# 1 Armia Ogólnowojskowa WP (1955–1990)
1 Armia Ogólnowojskowa Wojska Polskiego – związek operacyjny Sił Zbrojnych PRL, powoływany na wypadek wojny ze składu Pomorskiego Okręgu Wojskowego Wojska Polskiego, wchodzący w skład Frontu Polskiego, utworzony na mocy uzgodnień pomiędzy rządami ZSRR i PRL ze stycznia 1955 r. Sformowanie 1 Armii Ogólnowojskowej ujęto w Planie mobilizacyjnym PM-58, a potem w kolejnych wersjach planów mobilizacyjnych WP.

## Skład armii (1985)
- Dowództwo i sztab armii
  - 8 Dywizja Zmechanizowana
  - 12 Dywizja Zmechanizowana
  - 15 Dywizja Zmechanizowana
  - 16 Dywizja Pancerna
  - 20 Dywizja Pancerna
  - 2 Batalion Specjalny (dalekiego rozpoznania) formowany na bazie 56 Kompanii Specjalnej
  - 2 Brygada Rakiet Operacyjno-Taktycznych
  - 6 Brygada Artylerii Armat
  - 14 Pułk Artylerii Przeciwpancernej
  - 5 Brygada Saperów
  - 3 Pułk Pontonowy
  - 16 Pułk Inżynieryjno-Drogowy
  - 2 Brygada Chemiczna
  - 5 Pułk Zabezpieczenia
  - 4 Pułk Łączności
  - 12 Pułk Radioliniowo-Kablowy
  - 12 Batalion Rozpoznania Radioelektronicznego
  - 10 Batalion Radiotechniczny

## Stan osobowy i uzbrojenie (1985)
- 91 tys. żołnierzy
- 1191 czołgów
- 452 bojowe wozy piechoty
- 1033 transportery opancerzone
- 446 rozpoznawczych samochodów opancerzonych

## Dowódcy armii
Dowódcami armii byli dowódcy Pomorskiego Okręgu Wojskowego
- gen. dyw. Zygmunt Huszcza 1956 – 1964
- gen. dyw. Józef Kamiński 1964 – 1971
- gen. dyw. Wojciech Barański 1971 – 1978
- gen. dyw. Józef Użycki 1978 – 1983
- gen. dyw. Zbigniew Blechman 1983 – 1989
- gen. dyw. Zbigniew Zalewski 1989 – 1990